# Attalea guacuyule
Attalea guacuyule là loài thực vật có hoa thuộc họ Arecaceae. Loài này được (Liebm. ex Mart.) Zona mô tả khoa học đầu tiên năm 2002.